# جيفري جونز
جيفري جونز (بالإنجليزية: Jeffrey Jones)‏ مواليد 28 سبتمبر 1946 في نيويورك، الولايات المتحدة، هو ممثل أمريكي بدأ مسيرته الفنية عام 1970.

## الأعمال
- نيويورك تايمز
- دور
- زواج فيغارو
- إجازة فيريس بيولر
- بيتلجوس
- إد وود
- باتمان

## وصلات خارجية
- جيفري جونز على موقع IMDb (الإنجليزية)
- جيفري جونز على موقع ميتاكريتيك (الإنجليزية)
- جيفري جونز على موقع روتن توميتوز (الإنجليزية)
- جيفري جونز على موقع قاعدة بيانات الأفلام العربية
- جيفري جونز على موقع ألو سيني (الفرنسية)
- جيفري جونز على موقع أول موفي (الإنجليزية)
- جيفري جونز على موقع قاعدة بيانات برودواي على الإنترنت (الإنجليزية)
- جيفري جونز على موقع قاعدة بيانات الأفلام السويدية (السويدية)
- جيفري جونز على موقع إن إن دي بي (الإنجليزية)
- جيفري جونز على موقع ديسكوغز (الإنجليزية)